# Contopus
Contopus es un género de aves paseriformes perteneciente a la familia Tyrannidae que agrupa a numerosas especies originarias de las Américas, donde se distribuyen desde Alaska y Canadá, a través de América del Norte, Central, islas del Caribe y América del Sur hasta el norte de Argentina. A sus miembros se les conoce por el nombre popular de pibíes y también piwis, bobitos, burlistos, entre otros.

## Etimología
El nombre genérico masculino «Contopus» se compone de las palabras del griego «kontos» que significa ‘percha’, y «podos» que significa ‘pies’.

## Características
Las aves de este género son tiránidos variando de pequeños (13 cm de longitud, nigrescens, albogularis) a medianos (20 cm, pertinax), de plumaje oscura y apagada, pudiendo ser pardo, gris, gris azulado, la garganta generalmente blanca, ojos rojizos, pecho y abdomen claros, grices y oscuros. Todos muestran un penacho discreto. Se encaraman erectos en alguna percha en los bordes de bosques, volando rápidamente en la busca por insectos. Algunas especies son migratorias abandonando áreas donde nidifican en América del Norte, durante el invierno boreal, y llegando hasta el centro de América del Sur.

## Lista de especies
Según las clasificaciones del Congreso Ornitológico Internacional (IOC) y Clements Checklist/eBird, el género agrupa a las siguientes especies con el respectivo nombre popular de acuerdo con la Sociedad Española de Ornitología (SEO), u otro cuando referenciado:
| Imagen | Nombre científico       | Autor                          | Nombre común          | Estado de conservación | Distribución |
| ------ | ----------------------- | ------------------------------ | --------------------- | ---------------------- | ------------ |
|        | Contopus cooperi        | (Nuttall, 1831)                | pibí boreal           | NT                     |              |
|        | Contopus pertinax       | Cabanis & Heine, 1860          | pibí tengofrío        | LC                     |              |
|        | Contopus lugubris       | Lawrence, 1865                 | pibí oscuro           | LC                     |              |
|        | Contopus fumigatus      | (d'Orbigny & Lafresnaye, 1837) | pibí ahumado          | LC                     |              |
|        | Contopus ochraceus      | P.L. Sclater & Salvin, 1869    | pibí ocráceo          | LC                     |              |
|        | Contopus sordidulus     | P.L. Sclater, 1859             | pibí occidental       | LC                     |              |
|        | Contopus virens         | (Linnaeus, 1766)               | pibí oriental         | LC                     |              |
|        | Contopus cinereus       | (Spix, 1825                    | pibí tropical         | LC                     |              |
|        | Contopus bogotensis     | (Bonaparte, 1850)              | pibí tropical norteño | LC                     |              |
|        | Contopus punensis       | Lawrence, 1869                 | pibí de Tumbes        | LC                     |              |
|        | Contopus albogularis    | Berlioz, 1962                  | pibí gorgiblanco      | LC                     |              |
|        | Contopus nigrescens     | P.L. Sclater & Salvin, 1880    | pibí negruzco         | LC                     |              |
|        | Contopus caribaeus      | (d'Orbigny, 1839)              | pibí cubano           | LC                     |              |
|        | Contopus hispaniolensis | (Bryant, 1867)                 | pibí de la Española   | LC                     |              |
|        | Contopus pallidus       | (Gosse, 1847)                  | pibí jamaicano        | LC                     |              |
|        | Contopus latirostris    | (Verreaux, 1866)               | pibí puertorriqueño   | LC                     |              |

## Taxonomía
El grupo de subespecies Contopus cinereus bogotensis, distribuidas ampliamente desde el sur de México hasta el norte de Sudamérica, es considerado como especie separada de C. cinereus con base en diferencias de plumaje y de vocalización.
La subespecie Contopus cinereus punensis, del occidente de los Andes de Ecuador y Perú, es considerada como especie separada de C. cinereus con base en diferencias de plumaje y de vocalización, como ya anteriormente considerado por Ridgely & Greenfield (2001).
Los amplios estudios genético-moleculares realizados por Tello et al. (2009) descubrieron una cantidad de relaciones novedosas dentro de la familia Tyrannidae que todavía no están reflejadas en la mayoría de las clasificaciones. Siguiendo estos estudios, Ohlson et al. (2013) propusieron dividir Tyrannidae en cinco familias. Según el ordenamiento propuesto, Contopus permanece en Tyrannidae, en una subfamilia Fluvicolinae Swainson, 1832-33, en una tribu Contopini Fitzpatrick, 2004 junto a Ochthornis, Cnemotriccus, Lathrotriccus, Aphanotriccus, Mitrephanes, Empidonax, Sayornis y, provisoriamente, Xenotriccus.